# 弗里茨·托爾斯

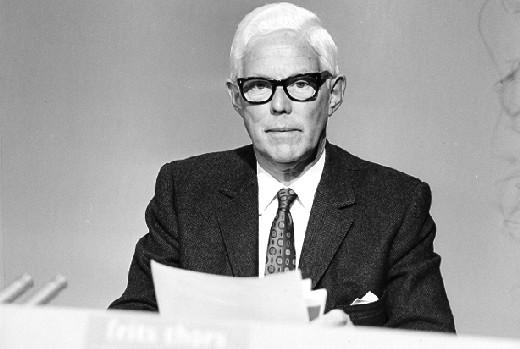
弗里茨·托爾斯

弗里茨·托爾斯（荷蘭語：Alexander Frederik Paul "Frits" Thors，1909年9月13日—2014年4月19日），是一名荷兰记者、电视和新闻主播。他曾经供职于荷兰广播联盟，1979年退休。
2014年4月19日，他去世于荷兰拉伦，享年104岁。